# Trox brincki
Trox brincki är en skalbaggsart som beskrevs av Haaf 1958. Trox brincki ingår i släktet Trox och familjen knotbaggar. Inga underarter finns listade i Catalogue of Life.